# Pulsze (zniesiona osada leśna)
Pulsze – dawna osada leśna. Była położona w województwie podlaskim, w powiecie bielskim, w gminie Wyszki.
Nazwa ostała oficjalnie zniesiona z 2025 r.
Nazwa odnosiła się do miejscowości, w której w latach 70. XX wieku znajdowała się leśniczówka pełniąca funkcje administracyjno-mieszkalne nadleśnictwa.
W latach 1975–1998 miejscowość administracyjnie należała do województwa białostockiego.